# Yaritza Goulet
Yaritza Goulet Quiala (24 novembre 1989) è una schermitrice cubana.

## Palmarès
In carriera ha conseguito i seguenti risultati:
- Giochi Panamericani:

Guadalajara 2011: bronzo nella sciabola individuale.